# 阿爾馬 (伊利諾伊州)
阿爾馬（英語：Alma）是位於美國伊利諾伊州馬里昂縣的一個村落。

## 地理
阿爾馬的座標為38°43′18″N 88°54′43″W / 38.72167°N 88.91194°W，而該地最高點為海拔高度190米（即623英尺）。

## 人口
根據2010年美國人口普查的數據，阿爾馬的面積為2.79平方千米，當中陸地面積為2.79平方千米，而水域面積為0.70平方千米。當地共有人口320人，而人口密度為每平方千米114人。